# ファラガット (DD-348)
ファラガット (USS Farragut, DD-348) は、アメリカ海軍の駆逐艦。ファラガット級駆逐艦のネームシップ。艦名は南北戦争時のモービル湾の海戦で勇名を馳せ、アメリカ海軍最初の海軍大将となったデヴィッド・ファラガットにちなむ。その名を持つ艦としては、クレムソン級駆逐艦「ファラガット (USS Farragut, DD-300) 」に次いで3隻目。

## 艦歴
ファラガットはマサチューセッツ州クインシーのフォアリバー造船所で1932年9月20日に起工する。艦名は1933年7月15日付で「スミス」と一時改名するが、8月12日付で再度「ファラガット」に戻された。1934年3月15日にフランクリン・ルーズベルト大統領の長男ジェームズ・ルーズベルトの夫人によって進水。艦長エリオット・バックマスター中佐の指揮下1934年6月18日に就役する。大量建造されたクレムソン級駆逐艦以来14年ぶりに建造された新鋭駆逐艦であった。

### 戦間期
就役後、「ファラガット」は母港のノーフォークを拠点に東海岸で慣熟訓練を開始する。1934年9月1日にニューポートに寄港ののち、9月2日から5日はニューヨークの第32番埠頭に係留される。10月11日から14日までハンプトン・ローズで慣熟訓練の最終仕上げを行い、その後は1935年1月4日にノーフォークに寄ったのち、1月11日にボストンに戻ってカリブ海を中心とするさらなる訓練の準備に入る。カリブ海とグアンタナモ湾での訓練は1月15日から始まり、2月2日までの間に砲術訓練と空母護衛訓練を行う。2月4日から14日までフロリダ州ペンサコーラで対空射撃訓練を行ったあと、2月18日にノーフォークに帰還した。3月26日、フロリダ州ジャクソンビルでルーズベルト大統領が乗艇するプライベート・ヨットと合流し、バハマまでの航海を護衛する。護衛任務は4月7日に終え、翌4月8日にジャクソンビルに戻った。
次いで「ファラガット」は第20駆逐部隊旗艦を務めるためにサンディエゴに向かい、4月19日に到着。太平洋側では1939年1月3日までの間に、アラスカ方面での海軍予備役のための訓練航海や西海岸およびハワイ方面での艦隊訓練に参加。4月12日にサンディエゴに戻ったあとカリブ海での訓練に一時参加し、10月2日には真珠湾に戻る。1941年8月1日からは空母任務部隊との訓練に明け暮れた。

### 1941 - 1942年
1941年12月7日、真珠湾のイースト・ロック14番ブイに姉妹艦「エールウィン (USS Aylwin, DD-355) 」と並んで係留されていた「ファラガット」は、艦長エドウィン・K・ジョーンズ少佐が上陸中で上級将校が代わりに艦の指揮を執っていた。間もなく真珠湾攻撃が始まり、「ファラガット」は7時58分に警報を鳴らして8時12分から反撃を開始。反撃を8時52分まで続けたのち湾外に出た。「ファラガット」が行った反撃のうち、プリンストン大学出身のジェームズ・アーメン・ベンハム少尉の働きは目覚ましく、ベンハムはブロンズスターメダルを授与された。攻撃後は1942年4月までハワイとサンフランシスコ間で船団の対潜護衛任務に従事した。
1942年4月15日、「ファラガット」は空母「レキシントン (USS Lexington, CV-2) 」を中心とする、ウィルソン・ブラウン中将の第11任務部隊に加わり、南太平洋方面へと向かう。このころ、日本軍の圧力はポートモレスビーやニューギニア島、あるいはオーストラリアやニュージーランドにいたる通商路を徐々に圧迫し、この脅威を取り除くため海軍は迅速に迎撃態勢を整えた。同じころに南太平洋を行動していた第17任務部隊（フランク・J・フレッチャー少将）の空母「ヨークタウン (USS Yorktown, CV-5) 」からの航空機が、ツラギ島や対岸のガヴツにいた日本軍を攻撃したのは5月4日のことであり、珊瑚海で合流した第11任務部隊および第17任務部隊は、日本側の原忠一少将率いる第五航空戦隊も珊瑚海に入りつつあることを知る。互いの敵を見ずに始まった珊瑚海海戦は、まず5月7日に両任務部隊からの艦載機がMO攻略部隊を発見して攻撃し、空母「祥鳳」を撃沈して先手を取った。翌5月8日、「ファラガット」は任務部隊から分離し、支援部隊の護衛に回る。「ファラガット」が属した部隊も日本機の激しい空襲に晒されたが、「ファラガット」はそのうちの5機を撃墜して損傷はなかった。日本機のほか、B-17爆撃機の一隊が支援部隊を誤爆するハプニングもあったが、爆弾は「ファラガット」の左舷側に落ちただけで大事なかった。5月11日にクイーンズランド州シド湾に帰投した「ファラガット」は、6月下旬までオーストラリア、ニュージーランド、フィジー、トンガタプ島方面で船団護衛に従事し、6月29日に真珠湾に帰投した。
「ファラガット」が属し、珊瑚海海戦で「レキシントン」を失った第11任務部隊は新たに空母「サラトガ (USS Saratoga, CV-3) 」を迎え、7月7日にフレッチャー少将の指揮下で真珠湾を出撃。8月7日のガダルカナル島の戦いに際しては「ファラガット」は「サラトガ」の護衛と航空支援任務に就き、その後もガダルカナル島にいたるシーレーンの確保のために東部ソロモン諸島方面を行動する。8月24日から25日にかけての第二次ソロモン海戦でも同じく護衛任務に従事。日本機の空襲から「サラトガ」を守り通した。8月31日、戦艦「ノースカロライナ(USS North Carolina, BB-55) 」が潜水艦「伊26」をレーダー探知したため、確認に向かったが、途中で反応が消えた。その後、「伊26」の雷撃により「サラトガ」が大破し、「ファラガット」は主なき任務部隊の護衛任務をお役御免となる。9月から1943年1月まではガダルカナル島を中心としてオーストラリアやニュージーランド方面での船団護衛任務に再び就き、1月27日に真珠湾に帰投。西海岸に回航されてオーバーホールと訓練任務を行った。

### 1943 - 1945年
4月16日、「ファラガット」はアダック島に向かう。5月11日までアラスカ水域を行動したが、その2日後の5月13日、潜水艦「伊31」からの魚雷が戦艦「ペンシルベニア (USS Pennsylvania, BB-38) 」に向けて発射される。「ペンシルベニア」を護衛していた駆逐艦「フェルプス(USS Phelps, DD-360) 」が潜航中の「伊31」をソナー探知して爆雷2発を投下するも、撃沈できなかったばかりか反応も消えてしまった。上空を警戒していたPBY飛行艇が「伊31」が潜航していると思しき位置に発煙筒を投下して目印とし、離れた場所にいた「ファラガット」と駆逐艦「エドワーズ (USS Edwards, DD-619) 」を呼び寄せて「伊31」討ち取りに差し向けた。「ファラガット」と「エドワーズ」は爆雷攻撃を行い、その後浮上してきた「伊31」へ向け「エドワーズ」が砲撃を行って撃沈した。6月も引き続き対潜哨戒任務に就いたあと、7月5日からはキスカ島の包囲に参加。8月15日のコテージ作戦開始までの間に艦砲射撃を繰り返し、9月4日までキスカ島への部隊上陸を支援ののち、輸送船団を護衛してサンフランシスコに向かい、そのままオーバーホールに入った。
オーバーホール後、「ファラガット」は10月19日のサンディエゴを出港し、ハワイ水域での訓練ののちエスピリトゥサント島に進出。ガルヴァニック作戦のうちタラワの戦いに12月8日まで参加し、作戦終了後はサンディエゴでの修理と西海岸水域での訓練を経て1944年1月13日にマーシャル諸島に向けてサンディエゴを出港した。マーシャル方面ではクェゼリンの戦いとエニウェトクの戦いの支援のほか、第58任務部隊（マーク・ミッチャー中将）に随伴してウォレアイ環礁とワクデ島への攻撃の支援も行う。4月に入るとホーランジアの戦いの支援で出動した第58任務部隊に再び随伴して、支援任務が終了したあとはマジュロに下がって訓練任務に就いた。6月からの一連のマリアナ・パラオ諸島の戦いでも、サイパンの戦いでは6月11日からサイパン島に対する艦砲射撃に従事し、6月19日から20日にかけてのマリアナ沖海戦ではピケット艦任務にあたった。6月28日から7月14日までの間はエニウェトク環礁で補給を行い、7月17日から18日にかけてはグアムに近接して水中爆破班の支援を行う。7月21日からのグアムの戦いでは火力支援任務に就き、7月25日にロタ島への艦砲射撃を行ったあと5日後に戦場から離れ、ピュージェット・サウンド海軍造船所でオーバーホールに入った。
ピュージェット・サウンド海軍造船所でのオーバーホールを終えた「ファラガット」は11月21日にウルシー環礁に到着し、第38任務部隊（ジョン・S・マケイン・シニア中将）に合流。補給支援担当の第30.8任務群に加わり、第38.2任務群（ジェラルド・F・ボーガン少将）と第38.3任務群（フレデリック・C・シャーマン少将）の後方支援任務に就く。もっとも、12月中旬の活動には加わっておらず、このためファラガットはコブラ台風の災厄からは逃れた。12月末からは台湾攻撃のマイクI作戦と南シナ海でのグラティテュード作戦に引き続いて第30.8任務群所属として参加し、ルソン島の戦いを横腹から支援する第38任務部隊のために奔走した。ウルシー環礁に帰投した第38任務部隊は、第3艦隊（ウィリアム・ハルゼー大将）から第5艦隊（レイモンド・スプルーアンス大将）への引き継ぎに伴いマケイン中将からミッチャー中将に指揮権が移って第58任務部隊と改称するが、「ファラガット」は引き続き第30.8任務群改め第50.8任務群にとどまる。第50.8任務群所属としては硫黄島の戦いと沖縄戦に従事。1945年5月10日まで第50.8任務群に付属ののち、5月11日から8月6日まではウルシーと沖縄本島間の船団護衛任務に従事。その間、5月の最後の2週間の間には、沖縄近海でのレーダーピケット艦任務にも就いた。
戦争終結後、「ファラガット」は沖縄水域を離れて8月21日にサイパン島に到着し、9月25日にブルックリン海軍工廠に凱旋した。ファラガット級駆逐艦の生き残りは大西洋艦隊への転属ののち、コブラ台風での「ハル (USS Hull, DD-350) 」と「モナハン (USS Monaghan, DD-354) 」の沈没の悲劇に対する教訓と復原性の著しい低下により、早期の退役が促されることとなった。「ファラガット」は1945年10月23日に退役して1947年1月28日に除籍の上、8月14日にフィラデルフィアのノーザン・メタル社にスクラップとして売却された。
「ファラガット」は第二次世界大戦の功績で14個の従軍星章を受章した。